# Polotvrdá dřevovláknitá deska

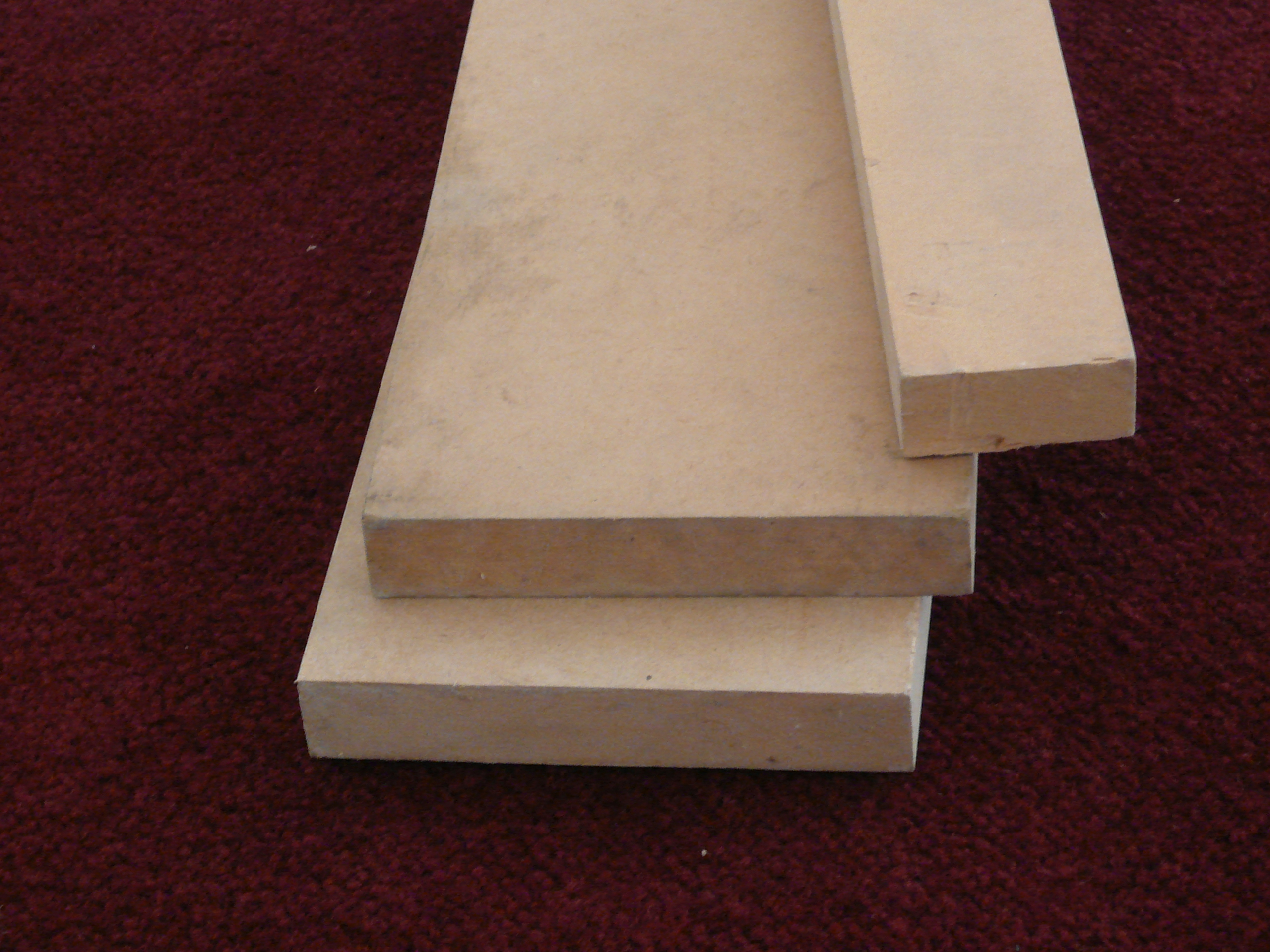
Příklad polotvrdé dřevovláknité desky.

Polotvrdá dřevovláknitá deska (anglicky medium-density fibreboard, MDF) je multifunkční alternativou masivního dřeva. Používá se na konstrukce nábytků a vnitřního vybavení. Je vhodná pro povrchovou úpravu laminací, vysokotlakým laminátem, lakováním, dýhováním, frézováním v ploše i hraně.

## Polotvrdá DVD-MDF
Vyrábí se suchou cestou, rozsekáním zbytků tvrdého a měkkého dřeva do dřevěných vláken, které se díky obsahu ligninu dobře zkombinují s voskem a pryskyřicovým pojidlem. Poté se za vysokého tlaku a teploty naformují do desek. Používá se jako náhrada za třískovou desku. Výhoda je dobrá pevnost a výborná opracovatelnost – lze je profilovat a to jak plochu tak i boky. Tyto desky jsou oboustranně hladké a vyrábí se v těchto úpravách: Surové, dýhované přírodní dýhou, upravené fólií a to jednostranně, nebo oboustranně.

## Rozměry
- tloušťka: 4–32 mm (nejčastěji 18, 19, 22)
- formát: 2750×1840 (nebo podle požadavku zákazníka)

## Opracování
Standardními dřevoobráběcími stroji a nástroji od nejjednodušších ručních, až po plně automatické (robotické) výrobní linky. 